# Miguelina Acosta Cárdenas
Miguelina Aurora Acosta Cárdenas (Yurimaguas, 23 de noviembre de 1887-Lima, 26 de octubre de 1933) fue una abogada, docente y activista anarcosindicalista y anarcofeminista peruana, que dedicó gran parte de su vida a la lucha por los derechos de las mujeres, los pueblos amazónicos y la clase obrera. Es considerada la primera abogada litigante del Perú. Abogó para que la educación fuera laica y racionalista al tiempo que convocaba a las mujeres a la vida universitaria. Se opuso a que las mujeres fueran tuteladas, defendió el derecho al trabajo y a un salario justo para ellas. A través de sus actividades, cuestionó las relaciones de poder en el campo de lo público y lo privado.

## Biografía
Nació en Yurimaguas, Loreto. Hija de un cauchero, viajó y estudió en Francia, Suiza y Alemania, países donde adquirió las perspectivas que marcarían el desarrollo de sus ideas progresistas.
A su regreso a Loreto fundó el Colegio de Señoritas y el primer centro de educación inicial. Posteriormente en Lima, ingresó a la universidad y realizó estudios en letras y Jurisprudencia y Ciencias Políticas.

### Vida universitaria
Para la época en la que vivió Miguelina, los estudios universitarios y el ejercicio profesional eran exclusivos para los hombres, Miguelina tuvo que sobreponerse a diferentes actos de exclusión en su casa de estudios, tanto de sus compañeros de clases como de sus profesores. Primero no pudo acceder a los estudios universitarios al no contar con una certificación, su educación secundaria no fue reconocida, sin embargo ella volvería a cursar estos estudios para poder ingresar finalmente a la Facultad de Letras de la Universidad Nacional Mayor de San Marcos.
Cuando culminó sus estudios en la Facultad de Letras, ingresó a la Facultad de Jurisprudencia y Ciencias Políticas, de donde se graduó en 1920 presentando la tesis "Nuestra institución del matrimonio rebaja la condición jurídica social de la mujer". Luego, obtendría el grado de doctora con su tesis: "Reformas necesarias del código civil común peruano tendientes a hacer efectiva la igualdad civil y jurídica del hombre y la mujer".
Fue docente en la Universidad Popular González Prada en Jauja.

### Abogada litigante
Tras egresar de la universidad, instaló una oficina desde el cual se dedicó a apoyar causas obreras y a mujeres, siendo la primera mujer abogada en abrir un estudio para el ejercicio profesional.

### Activismo
Fue presidenta de la Federación de Universitarias Peruanas que se encargaba de vincular a las estudiantes con organizaciones femeninas nacionales e internacionales, y que también promovía el acceso general de las mujeres a la educación secundaria, como también el desarrollo de organizaciones obreras femeninas, a través de la extensión universitaria y la promoción de comisiones de educación y propaganda.
Fue parte de la Asociación Pro Indígena, que fuera fundada por Dora Mayer y Pedro Zulen, con la que promovía la defensa de los pueblos originarios del Perú. Estuvo a favor de un sistema de educación para niños indígenas a través de escuelas rurales ambulantes.
Entre septiembre de 1917 y agosto de 1920 dirigió, con Dora Mayer, la publicación del semanario La Crítica, en el que abordaban temas que no eran atendidos por la prensa de la época, y que fuera prohibida por el régimen de Augusto Leguía. Colaboró también en publicaciones como El Obrero Textil y Amauta en 1920.
Fue secretaria de la Asociación feminista Evolución Femenina, también fue partícipe de la sección femenina de La Liga Agraria y de su anexo El Bazar Nacional. Integró la sociedad Labor Feminista. 
Presidió el Comité Femenino Pro abaratamiento de las Subsistencias, conformado por amas de casa, obreras y comerciantes que estaban en contra de la subida de los productos de primera necesidad, realizó una huelga de hambre por esta causa. Respaldó la huelga obrera organizada en Lima y Callao entre los días 27 de mayo y 5 de junio de 1919, por el derecho a la jornada laboral de ocho horas, en la que los manifestantes fueron perseguidos y encarcelados, al tiempo que sus locales, estudios e imprentas fueron destruidos. Se estima en un centenar de muertos y entre 300 a 500 presos, incluyendo a los dirigentes Nicolás Gutarra y Carlos Barba.
En 1924 participó en la Conferencia Panamericana de Mujeres en Lima. También integró la Liga Internacional de Mujeres por la Paz y la Libertad en el Perú. Se dedicó también, al dictado clases para mujeres en las escuelas de capacitación obrera, era una convencida de que la educación era la herramienta para lograr una sociedad más equitativa entre mujeres y hombres.

### Polémica con Mariátegui
Miguelina, discrepó de algunos de los textos de José Carlos Mariátegui sobre su región, Loreto, sobre la que El Amauta menciona en su obra Siete ensayos de interpretación de la realidad peruana, en el capítulo Regionalismo y Centralismo, donde señala: 

“La montaña, sociológica y económicamente, carece aún de significación”.

Miguelina, conocedora de la realidad de su tierra, le recordó la importancia de la explotación del caucho en la economía nacional y su significado en la historia del país, y lo llamó a tomar en consideración la sociología de los pueblos amazónicos. Finalmente, Mariátegui, asumió los comentarios y realizó algunas precisiones en su obra:
"Pero prefiero no contentarme con esta explicación. Quiero considerar con la más amplia justicia las observaciones de Miguelina Acosta. Una de éstas, la esencial, es que de la sociología de la montaña se sabe muy poco" [...] "A este respecto es imposible no declararse de acuerdo con la doctora Acosta Cárdenas, a quien toca, sin duda, concurrir al esclarecimiento de la realidad peruana con un estudio completo de la sociología de Loreto. El debate sobre el tema del regionalismo no puede dejar de considerar a Loreto como una región (Es necesario precisar: a Loreto, no a la "montaña"). El regionalismo de Loreto es un regionalismo que, más de una vez, ha afirmado insurreccionalmente sus reivindicaciones. Y que, por ende, si no ha sabido ser teoría, ha sabido en cambio ser acción."

## Reconocimientos
En 2022 recibió un reconocimiento póstumo por parte del Ministerio de la Mujer y Poblaciones Vulnerables (MIMP) del Estado Peruano, el cual, mediante un decreto en ocasión del 8 de marzo, otorgó la condecoración Orden al Mérito de la Mujer a Miguelina Acosta Cárdenas, junto a otras 24 mujeres peruanas. En particular, Acosta fue reconocida por "su rol en la eliminación de barreras para la igualdad de género en el país como primera abogada litigante en el Perú".